# Ribeira (São Pedro de Alva)
Ribeira é uma aldeia da freguesia de São Pedro de Alva, Município de Penacova, distrito de Coimbra.

## Património e espaços naturais
- Capela do século XVIII
- Rio Alva
- Alminhas centenárias
- Fonte centenária

## Aldeias vizinhas
- Vale da Vinha, Hombres e Laborins